# Anelassorhynchus semoni
Anelassorhynchus semoni är en djurart som tillhör fylumet skedmaskar, och som först beskrevs av Fischer 1896.  Anelassorhynchus semoni ingår i släktet Anelassorhynchus och familjen Echiuridae. Inga underarter finns listade i Catalogue of Life.